# نوری‌یوکی آساکورا
نوری‌یوکی آساکورا (انگلیسی: Noriyuki Asakura؛ زادهٔ ۱۱ فوریهٔ ۱۹۵۴) موسیقی‌دان، آهنگساز، خوانندگی اهل ژاپن است. وی از سال ۱۹۸۲ میلادی تاکنون مشغول فعالیت بوده‌است.